# Dezful
Dezful (persiska دزفول) är en stad i västra Iran. Den ligger i provinsen Khuzestan och har cirka en kvarts miljon invånare. 